# Gissi
Gissi (Ìsce in abruzzese) è un comune italiano di 2 438 abitanti della provincia di Chieti in Abruzzo. Fa parte della comunità montana Medio Vastese. Sorge su un colle panoramico a 499 m s.l.m., tra i torrenti Ferrato e Morgitella, affluenti di destra del Sinello. Il suo territorio si estende su un'area di media e alta collina.
Il borgo, compatto e ingentilito da edifici quali il Palazzo Carunchio, si staglia su una dorsale nei pressi del fiume Sinello, tra colline ricoperte di frutteti, vigne e piccoli boschi.

## Storia

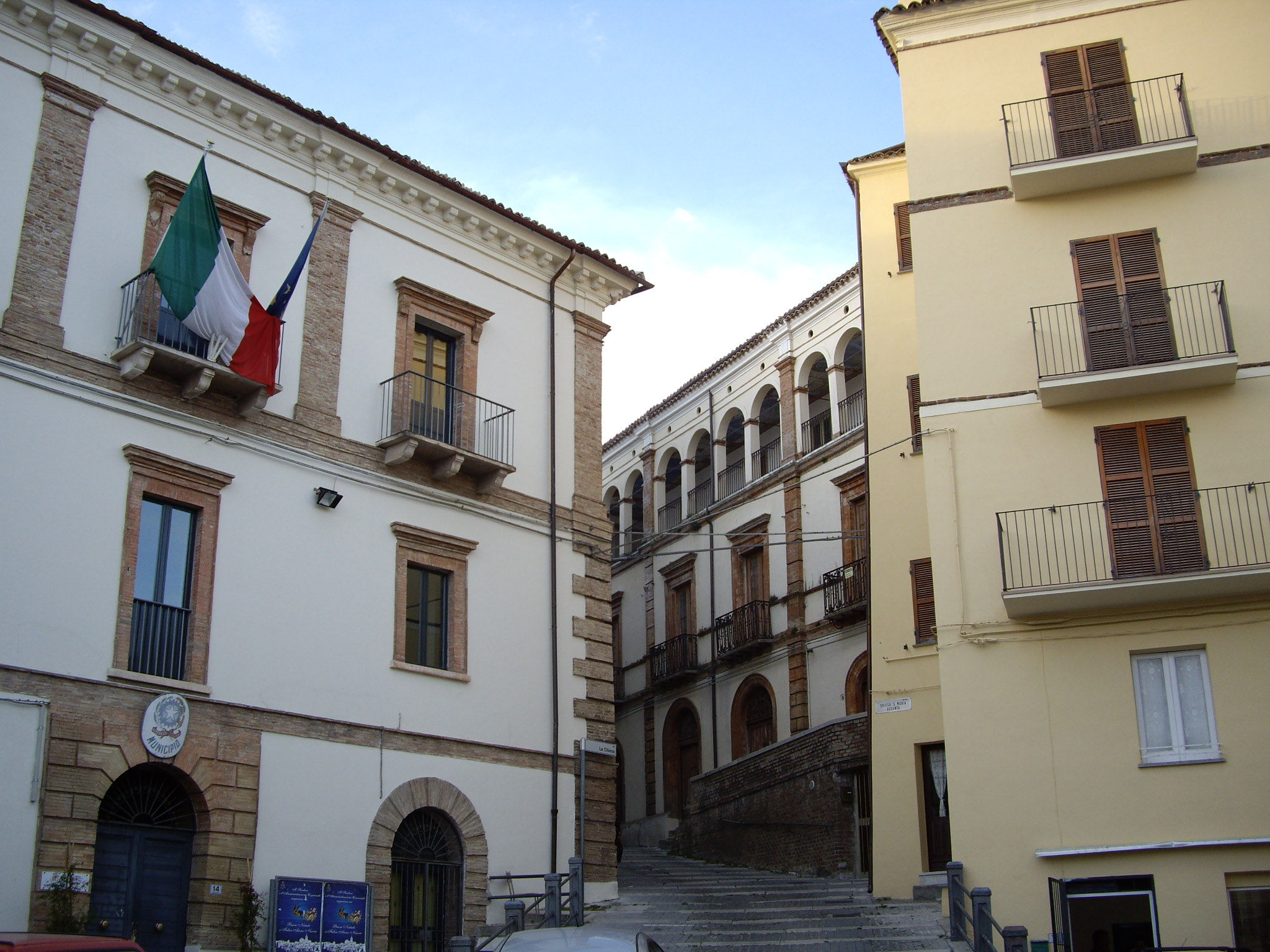
La piazza del Comune e le logge dell'ex convento francescano

Nel comune, in località Colle Rovelizio, nel 1896, è stato ritrovato da Antonio De Nino un insediamento italico con tombe a cappuccina e a fossa.
Non vi è nessuna fonte storica che attesti la fondazione del borgo, tuttavia L. Busico asserisce che risale all'XI-XV secolo, mentre il De Nino la definisce una stazione preromana. In una visita pastorale viene citata una pieve di Santa Maria risalente al IV o al VII secolo. Prima del III secolo a.C. era colonia frentana, nel III secolo a.C. divenne colonia romana, mentre nell'XI secolo fu contea da Oderisio, abate di Montecassino e in seguito fu dei Normanni.
La prima citazione storica risale al 1039 con il gastaldo Deodato. Carlo I d'Angiò tolse il potere temporale ai benedettini e diede la contea a Rodolfo di Courtenay. In seguito fu feudo di altre famiglie.
Infatti Gissi, nominata come "Gypsum" (dal colle di gesso, allo stesso modo del nome Gessopalena, altro comune abruzzese), era di proprietà dell'abbazia di Santo Stefano in Rivomare di Casalbordino, poi il vescovo Roberto di Chieti l'aveva concessa a San Salvatore della Maiella (Rapino). Passata in possesso dei vari cadetti dei re di Napoli, da Federico II di Svevia agli angioini, nel XV secolo era feudo di Antonio Caldora, figlio del capitano di ventura Jacopo Caldora, poi sotto Ferrante d'Aragona passò ai principi di Capua, e infine dalla metà del XVII secolo alla famiglia dei d'Avalos, marchesi del Vasto. Fece parte di un circondario noto come contea di Monteodorisio fino al 1799.
Successivamente fece parte del distretto di Vasto, entrando nella provincia di Chieti. Negli anni cinquanta Gissi soffrì di un movimento franoso che colpì la parte del Quarto da Piedi, distruggendo case e la chiesetta della Madonna delle Grazie.

### Simboli
Lo stemma comunale e il gonfalone sono stati concessi con decreto del presidente della Repubblica del 7 agosto 1990.
Il gonfalone è un drappo partito di bianco e di giallo.
La sigla GMR nello stemma viene interpretata sia come Gypsum Municipium Regium ("Gissi Municipio Regio"), che come Gypsum Montis de' Risii ("Gissi di Monteodorisio").

## Monumenti e luoghi d'interesse

### Architetture religiose
Chiesa di Santa Maria Assunta
È sita in via Salita Castello presso via La Chiesa. È stata edificata prima del 1568 con trasformazioni successive nel XVIII-XIX secolo. Originariamente era costituita da un'aula unica basilicale. Nel XVII secolo fu ampliata. Il campanile, realizzato in pietra calcarea e suddiviso in più livelli mediante cornici marcapiano è stato costruito nel XVIII secolo. La facciata principale, anticamente in pietra, con tre portoni e rosone, è in laterizio edificato negli anni cinquanta. L'interno è a tre navate con volta con otto cappelle laterali, quattro per lato. Sopra l'ingresso vi è la cantoria che ospita un organo realizzato verso la fine del XVII secolo.

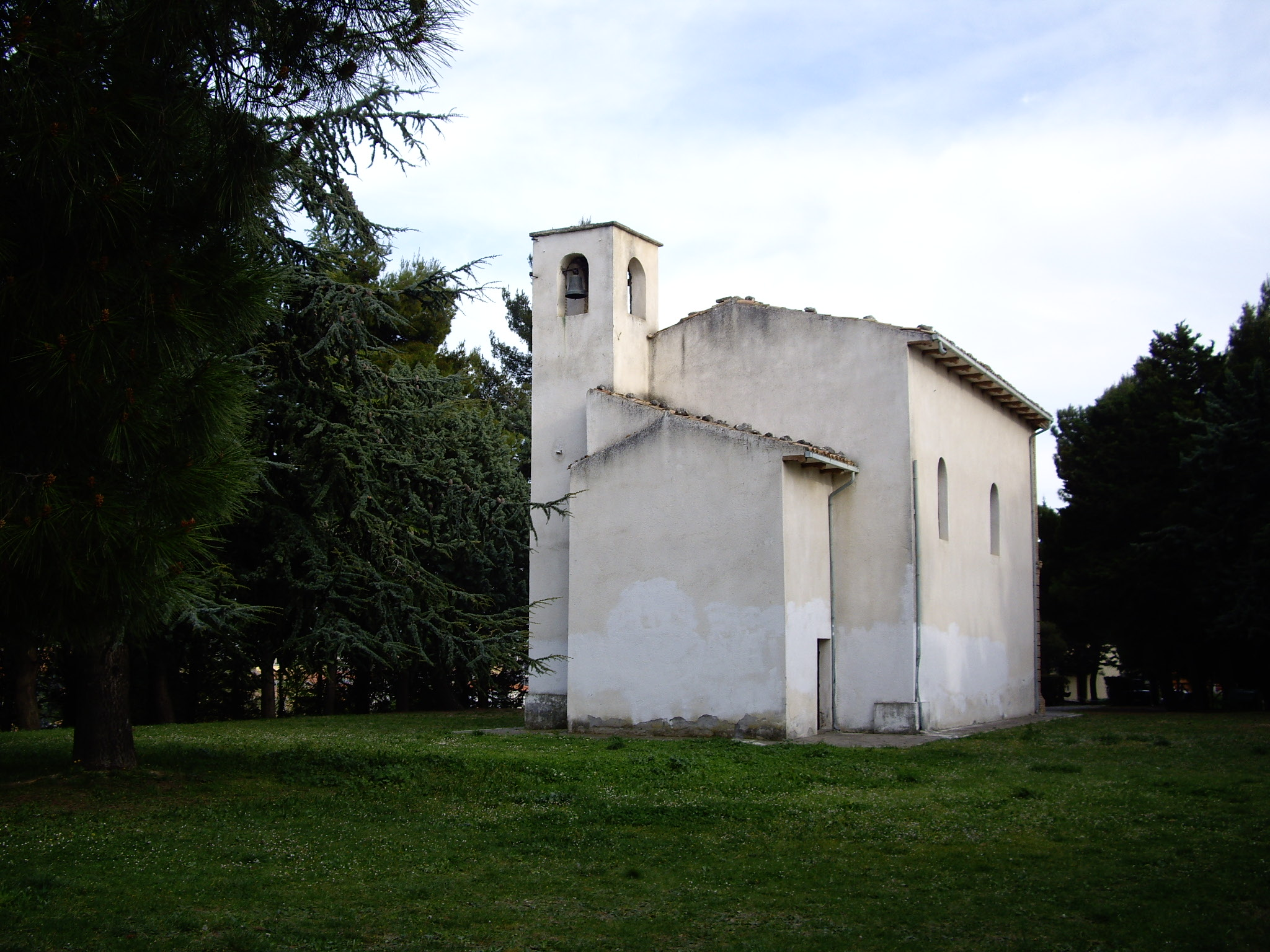
Chiesa di Santa Lucia
Sita nella pineta di Santa Lucia Immersa in una oasi di verde, la piccola chiesa è protagonista della manifestazione religiosa in onore alla santa, dove i fedeli si recano in processione per rendervi omaggio.
Chiesa di San Bernardino
Altro edificio di culto religioso è la chiesa di San Bernardino, ricostruita in stile moderno nel 1960 davanti alla precedente chiesa (costruita nel 1850 e abbattuta a causa delle condizioni precarie).
Resti del convento di San Francesco d'Assisi
Sono siti presso il municipio. Il convento risale al XIII secolo. La chiesa era a navata unica con coperture a capriate con altari laterali e un altare maggiore con coro e sagrestia. Le strutture abitative sono state demolite ma rimangono dei resti di mura, cisterne, pozzi e frammenti lapidei.

### Architetture militari
Castello
Le prime fonti che parlano del castello risalgono all'XI secolo. Una bolla papale del 1208 narra di un castrum di Gissi. Dentro il castello c'erano la dimora del governatore, l'armeria e le scuderie. Il castello crollò prima del 1742 e al suo posto si erge ora un'abitazione.

### Aree naturali
Monte Sorbo
Monte Sorbo domina sulle valli del Treste e del Sinello con un'altitudine di 904 m s.l.m.. Il sito, indicato come sito di importanza comunitaria, appare come un ambiente in gran parte incontaminato, anche se abitato fin dall'età del ferro, come testimoniano i vari ritrovamenti archeologici.

## Società

### Evoluzione demografica
Abitanti censiti

### Tradizioni e folclore
- 18-20 maggio: festa di san Bernardino da Siena e san Nicola di Bari
- 18-20 agosto: festa di san Rocco e santa Lucia
- 23-24 settembre: festa di sant'Antonio di Padova, Maria Santissima Immacolata e san Pio da Pietrelcina[14]

## Economia
Grotte con cave di gesso, che conferiscono il nome al paese, tra cui le grotte dei briganti, del cristallo, del lupo (o di Antonio Ottaviano) e della zita, giudicate tra le più grandi in Abruzzo, agricoltura e allevamento.

## Amministrazione
| Periodo        | Periodo        | Primo cittadino             | Partito                                                 | Carica  | Note  |
| -------------- | -------------- | --------------------------- | ------------------------------------------------------- | ------- | ----- |
| 12 luglio 1985 | 24 aprile 1995 | Remo Edmondo Libero Gaspari | Democrazia Cristiana                                    | Sindaco | [ 1 ] |
| 24 aprile 1995 | 14 giugno 2004 | Giovanni Di Martino         | Lista civica di centro-sinistra Per l'Avvenire di Gissi | Sindaco | [ 1 ] |
| 14 giugno 2004 | 27 maggio 2014 | Nicola Marisi               | Lista civica di centro-destra Per Gissi                 | Sindaco | [ 1 ] |
| 27 maggio 2014 | in carica      | Agostino Chieffo            | Lista civica di centro-destra Patto per Gissi           | Sindaco | [ 1 ] |